# Samir Hadjaoui
Samir Hadjaoui est un footballeur international algérien né le 16 février 1979 à Tlemcen et mort le 16 mai 2021 à Villejuif. Il a évolué au poste de gardien de but.
Il compte trois sélections en équipe nationale en 2007,.

## Palmarès

### En clubs
- Champion d'Algérie en 2007 et 2009 avec l'ES Sétif.
- Vainqueur de la coupe d'Algérie en 1998 et 2002 avec le WA Tlemcen.
- Vainqueur de la coupe d'Algérie en 2005 avec l'ASO Chlef.
- Finaliste de la coupe d'Algérie en 2000 avec le WA Tlemcen.
- Finaliste de la supercoupe d'Algérie en 2007 avec l'ES Sétif.
- Finaliste de la coupe de la Ligue d'Algérie en 1999 avec le WA Tlemcen.
- Vainqueur de la Coupe de l'UAFA en 1998 avec le WA Tlemcen.
- Vainqueur de la Ligue des Champions arabes en 2007 et 2008 avec l'ES Sétif.

### Avec l'équipe d'Algérie
Le tableau suivant indique les rencontres de l'équipe d'Algérie dans lesquelles Samir Hadjaoui a été sélectionné depuis le 2 juin 2007 jusqu'à 16 juin 2007.